# Língua taitiana
O taitiano (vāna'a ou reo tahiti) é uma língua indígena da Polinésia Oriental (Ilhas da Sociedade), da Polinésia Francesa, relacionada à língua maori das Ilhas Cook, à língua maori da Nova Zelândia e às línguas do Havaí. Apresenta semelhanças com as línguas das Ilhas Marquesas, de Mangareva, das Toamotu e das Ilhas Austrais. É uma das línguas oficiais da Polinésia Francesa, compartilhando o estatuto de oficialidade com a língua francesa.

## Alfabeto
O taitiano apresenta muito poucos fonemas, uma clara confirmação de sua herança linguística. São 5 vogais (sem contar ditongos e vogais alongadas) e 8 consoantes. As letras são: A, E, F, H, I, M, N, O, P, R, T, U, V.
| Letra | Nome | Pronúncia | Pronúncia                      | Notas                                              |
| Letra | Nome | IPA       | Inglês Pron. Aprox.            | Notas                                              |
| ----- | ---- | --------- | ------------------------------ | -------------------------------------------------- |
| a     | ’ā   | /a/, /ɑː/ | a: butter, ā: father           |                                                    |
| e     | ’ē   | /e/, /eː/ | e: late, ē: mesma, mas + longa |                                                    |
| f     | fā   | /f/       | friend                         | fica bilabial [ɸ] após o e u                       |
| h     | hē   | /h/       | house                          | fica [ʃ] (em inglês shoe) após i e antes de o ou u |
| i     | ’ī   | /i/, /iː/ | como em machine                | pode ficar ditongo ai em palavras como rahi        |
| m     | mō   | /m/       | mouse                          |                                                    |
| n     | nū   | /n/       | nap                            |                                                    |
| o     | ’ō   | /ɔ/, /oː/ | o: nought, ō: go               |                                                    |
| p     | pī   | /p/       | sponge (não aspirada)          |                                                    |
| r     | rō   | /r/       | -                              | alveolar vibrante                                  |
| t     | tī   | /t/       | stand (não aspirada)           |                                                    |
| u     | ’ū   | /u/, /uː/ | u: foot, ū: moo                | forte arredondamento labial                        |
| v     | vī   | /v/       | vine                           | fica bilabial ([β]) depois de o e u                |
| ’     | ’eta | /ʔ/       | uh-oh                          | oclusiva glota antes de cada sílaba                |

A oclusiva glotal ou ’eta é uma consoante autêntica (quem não conhece a língua taitiana pode confundi-la com um sinal de pontuação). Isso é típico das Línguas Polinésias (ex. Em Havaiano temos “okina” e outras). Porém, em taitiano as oclusivas glotais são raramente escritas na prática e, quando o são, são apresentadas como um apóstrofo retilíneo, ', em lugar do curvado. Os falantes nativos sabem pronunciá-lo, mas não são ensinados a escrevê-lo. A sequência alfabética nos dicionários ignora sua existência. Admite-se que as Glotais Taitianas são normalmente fracas, exceto em poucas palavras como i’a (peixe), sendo dificilmente percebidas por ouvidos de não-nativos.
Em taitiano há distinção entre vogais curtas e longas: as longas são representadas com um tārava ou macron. Exemplo: pāto, que significa "arrancar, extrair, pegar" e pato, que significa "romper", “quebrar”, se distinguem tão somente pela duração da vogal A. Porém, os necessários “macrons” são raramente escritos.
Há por fim um toro ’a’ï, um trema colocada sobre o i, usada somente em ïa, como um pronome reflexivo, sem indicar, porém, uma pronúncia diferente.
Embora o uso do ’eta e do tārava seja o mesmo uso dos mesmos nas demais Polinésias, é divulgado pela Académie Tahitienne, e adotado pelo Governo do Território, onde há pelo menos doze outros diferentes modos de aplicar acentuação. Alguns desses modos são somente históricos, obsoletos, não mais usados, enquanto outros são muito promovidos por pessoas que acreditam saber usá-los muito bem, o que somente causa mais confusão. Até hoje, a Académie Tahitienne parece não ter ainda uma decisão final sobre como o ’eta deve ser representado: como uma vírgula pequena de curva “normal” ou “invertida” (o mesmo para 'okina).
Além disso, as sílabas taitianas são totalmente abertas (terminam em vogais), como nas demais línguas taitianas.

## Gramática
A tipologia do taitiano para ordem das palavras é V-S-O, típica formação das línguas polinésias. Na sua morfologia, o taitiano confia ao uso de “palavras auxiliares” como preposições, artigos e outras partículas gramaticais para indicar as relações gramaticais, em lugar de usar declinações e inflexões, como ocorre em línguas europeias. É, assim, uma língua tipicamente “isolada”, bem analítica, exceto para os pronomes pessoais, que apresentam formas diversas para número (singular, plural e dual).

## Nomes Tabu (pi’i)
Em muitas partes da Polinésia o nome de um líder importante era, ainda sendo por vezes, considerado como sagrado e assim merecia o devido respeito. Visando evitar ofensas, todas as palavras que pudessem se assemelhar a esse nome sagrado eram suprimidas e substituídas por outra palavras de significado semelhante, até a morte do personagem.
Exemplo: nos demais locais da Polinésia tū significa “estar em pé”, mas em taitiano é ti’a, pois o Rei “Pomare I” era "Tū-nui-’ē’a-i-te-atua”, do mesmo modo que fetū (estrela) ficou em taitiano feti’a; e aratū (pilar) se tornou arati’a. Também nui (grande) ainda ocorre em algumas composições; em  Tahiti-nui, a palavra normal rahi (palavra comum polinésia para ‘grande’). Além disso ’ē’a caiu em desuso, substituído por purūmu ou porōmu. Hoje ’ē’a significa 'caminho', purūmu é 'estrada'.
O Rei Tū também tinha um apelido, Pō-mare (tosse noturna), pelo qual sua Dinastia (entre os Monarcas do Tahiti) ficou mais conhecida. Por isso, pō (noite) se tornou ru'i (hoje só usada na Bíblia e pō voltando a ser palavra normal), mas mare (tosse) ficou irreversivelmente substituída por hota. Outros exemplos: vai (água) se tornou pape como nos nomes de Papeari, Papeno’o, Pape’ete. moe (dormir) ficou ta’oto (cujo significado original era “deitar, jazer”). Alguns dos antigos termos, ainda são usados na forma antiga nas Ilhas Leewards.

## Amostra de texto
E fanauhia te tā'āto'ara'a o te ta'atātupu ma te ti'amā e te ti'amanara'a 'aifaito. Ua 'ī te mana'o pa'ari e i te manava e ma te 'a'au taea'e 'oia ta ratou ha'a i rotopū ia ratou iho, e ti'a ai;
Português
Todos os seres humanos nascem livres e iguais em dignidade e direitos. São providos de razão e consciência e devem agir uns em relação aos outros num espírito de fraternidade. (Artigo 1 da Declaração Universal dos Direitos Humanos).